# Хјулет Беј Парк (Њујорк)
Хјулет Беј Парк (енгл. Hewlett Bay Park) град је у америчкој савезној држави Њујорк.

## Демографија
По попису из 2010. године број становника је 404, што је 80 (-16,5%) становника мање него 2000. године.
| Група             | 2000.       | 2010.       |
| Белци             | 429 (88,6%) | 356 (88,1%) |
| Афроамериканци    | 7 (1,4%)    | 0 (0,0%)    |
| Азијати           | 19 (3,9%)   | 23 (5,7%)   |
| Хиспаноамериканци | 23 (4,8%)   | 22 (5,4%)   |
| Укупно            | 484         | 404         |